# Augustin Viziru
Augustin Marin Viziru Petre (n. 7 august 1980, București) este un actor român și jucător de biliard. Este fratele mai mic al fostului cântăreț Lucian Viziru. El este nepotul fostului mare tenismen Gheorghe Viziru. A absolvit Academia Națională de Educație Fizică și Sport (A.N.E.F.S.), actuala Universitate Națională de Educație Fizică și Sport (U.N.E.F.S.) din București, secția tenis. A fost într-o relație de unsprezece ani cu prezentatoarea Oana Mareș. Între anii 2009 - 2011 a fost însurat cu Oana, după care a divorțat. De atunci actorul și jucătorul de biliard nu a mai fost văzut într-o relație stabilă. Părinții lui Lucian și lui Augustin se numesc Petre Viziru și Irina Viziru.
Un aspect pe care nu multă lume îl știe este că la sfârșitul anilor nouăzeci, Augustin a cochetat, datorită lui Lucian când era membru în celebra trupă „Gaz pe foc”, pentru o scurtă perioadă, cu muzica, având o formație numită D.A., împreună cu un alt băiat. Cei doi au scos o piesă, însă formația nu a rezistat, Augustin considerând că nu rezonează cu domeniul muzical. În anul 2005, tot Lucian l-a dus în studiourile din Buftea la un casting pentru rolul Max din telenovela Lacrimi de iubire. La câteva zile după acel casting, Augustin a fost sunat și i s-a spus că a fost acceptat în distribuția serialului. Acesta, inițial, crezuse că este o glumă, însă apoi viața sa urma să se schimbe și să devină cunoscut și îndrăgit de mulți telespectatori. În Lacrimi de iubire, personajul lui Augustin a făcut cuplu cu personajul Nicole Varlam, interpretat de Mihaela Bărluțiu. După rolul din Lacrimi de iubire, Augustin a fost distribuit în telenovela Iubire ca în filme.
Rolul cu care a fost remarcat și îndrăgit de foarte mulți telespectatori a fost rolul maleficului arab Aziz bin Hussein el Jsir (عزيز بن حُسَين إل سَيّد) din telenovela Iubire și onoare, difuzată în anii 2010 - 2011 și produsă de Media Pro Pictures. Aziz dorea să stăpânească emiratul tatălui său, emirat numit Beled el Nur (بلد الْ نور) care semnifică „Țara Luminii” și să devină cel mai bogat om. Pentru a-și atinge obiectivele, Aziz este dispus să-și înlăture propriul frate, pe Amir (أمير), personaj jucat de Radu Vâlcan.
Prin urmare, majoritatea rolurilor pe care Augustin le-a jucat în seriale au fost de băiat rău, malefic. De aceea, publicul și presa românească îl numesc „băiatul rău din telenovele”.
Tot în perioada filmărilor serialului Iubire și onoare, Augustin a fost concurent la emisiunea Dansez pentru tine, moderată de Ștefan Bănică Junior și Iulia Vântur. 
De-a lungul anilor, în paralel cu actoria, Augustin a jucat biliard câștigând la diverse concursuri atât din țară, cât și din străinătate, numeroase medalii și trofee. În perioada 1 - 2 iunie 2019, Augustin împreună cu jucătorul Răzvan Antohi reprezintă România la World Cup of Pool - European Qualifier, eveniment ce se desfășoară la clubul de biliard IDM Club din București.
Datorită prieteniei strânse pe care o are cu actrița Doinița Oancea, aceștia fiind colegi de platouri în seriale precum Regina, Îngeri pierduți și O grămadă de caramele, presa a vehiculat că cei doi ar avea o relație de dragoste, însă ambii au negat și au mărturisit că-i leagă o frumoasă și veche prietenie. 
Augustin cu Doinița au fost concurenți în anul 2015, alături de alte zece persoane publice, în primul sezon al emisiunii Ferma vedetelor, emisiune care, la vremea respectivă, a fost moderată de Iulia Vântur.
Începând din 2017, Augustin face parte din distribuția serialului dramă Umbre, al cărui protagonist este interpretat de actorul Șerban Pavlu. Umbre este produs de HBO Europe.
La începutul anului 2020, Augustin participă, alături de alte nouă persoane publice, la emisiunea - concurs „Survivor România”, emisiune difuzată pe Kanal D. Emisiunea o moderează Dan Cruceru, iar carismaticul jucător de biliard face parte din echipa faimoșilor. Alături de ceilalți concurenți, Augustin va trebui să facă față condițiilor extreme din mijlocul naturii exotice din Republica Dominicană. În timpul unui concurs din emisiune, Augustin se accidentează la picior. Acesta, la recomandarea medicilor din Republica Dominicană, este nevoit să părăsească concursul și să revină în țară. Înainte de a părăsi emisiunea, jucătorul de biliard face o mărturisire neașteptată: iubita lui, pe care a ținut-o ascunsă de ochii curioșilor și de presă, este însărcinată, urmând să nască o fetiță. Iubita lui se numește Oana Leondraliu. Fetița s-a născut în 14 iunie 2020, și a fost numită Maria. Conform apropiaților, Augustin cu mama fetiței s-au cunoscut în anul 2019 . Mai mult, unul dintre obiectivele participării sale la emisiune a fost să devină un model pentru copiii care îl urmăresc la televizor și pentru viitorul lui copil. La zece ani de când a făcut furori cu rolul din telenovela Iubire și onoare, Augustin și-a întemeiat familia pe care și-a dorit-o.
În toamna anului 2020, Augustin revine în emisiunea Ferma, de data aceasta moderată de Mihaela Rădulescu. De data aceasta, Augustin a câștigat titlul de fermierul anului 2020. Locul doi, după el, a fost ocupat de Elena Chiriac. După câștigarea finalei, Augustin a declarat că a abordat altfel jocul și singurul lui obiectiv a fost să-i arate fetiței că se poate câștiga un trofeu, fiind un om bun.

## Filmografie
- Lacrimi de iubire (serial TV, 2005-2006) - Max
- Lacrimi de iubire (film, 2006) - Max
- Iubire ca în filme (serial TV, 2006 - 2007) - Virgil „Gil” Lazăr;
- Războiul sexelor (serial TV, 2007 - 2008) - Bebe;
- Poveste de cartier (2008) - Nic
- Regina (serial TV, 2008-2009) - Armando Cerceluș;
- Aniela (serial TV, 2009-2010) - Ion;
- Iubire și onoare (serial TV, 2010-2011) - Aziz bin - Hussein el Jsir, antagonist principal
- Pariu cu viața (serial TV, 2011 - 2012) - Titi.
- Îngeri pierduți (serial TV, 2013-2014) - Robi (Robert Lăcătuș)
- Fetele lui dom' profesor (serial TV, 2014) - Vali Busuioc, rol episodic;
- O grămadă de caramele (serial TV, 2016) - Doruleț;
- Umbre (serial TV, 2017 - 2019) - Romică Stan;
- Ghinionistul (2017) - Gogoi
- Faci sau taci (film, 2018) - Valer Codrescu.
- Legații (film, 2020) - Cornel;
- Vlad (serial TV, 2021) - Chiky Chan.
- Libertate (film, 2023) - Romică;
- Tătuțu (serial TV, 2024) - Ciroză.